# On a Plain
«On a Plain» (англ. На рівнині) — пісня американського рок-гурту Nirvana, написана вокалістом і гітаристом гурту Куртом Кобейном. 11-й трек другого альбому Nevermind. У тому ж році пісня випускалася як сингл, який досяг 25-го місця в американському чарті «Modern Rock Tracks».

## Передісторія
Пісня була написана Куртом Кобейном в 1990 році. Вперше гурт записав її в сіетлській студії Music Source Studios — 1 січня 1991 року, під керівництвом звукорежисера Крейга Монтгомері.
Дебютне виконання пісні відбулося 29 травня 1991 року під час шоу у кафетерії Jabberjaw (Лос-Анджелес), там музиканти вперше зіграли для «здивованої аудиторії» ще одну свою нову композицію — «Come as You Are». Це був перший концерт гурту після завершення роботи над альбомом «Nevermind».
Тим не менш, сам Кобейн згодом висловив невдоволення записом, зазначивши в інтерв'ю панк-журналу Flipside: «Ця пісня вийшла надто бездоганною. Я незадоволений тим, що вийшло. Вона повинна була вийти набагато грубішою, за своїм звучанням, я вважаю, наживо ми граємо її набагато краще».
Влітку 1992 року «On a Plain» була випущена як сингл і отримала помірну ротацію в радіоефірі.

## Зміст
В інтерв'ю 1993 року Джону Севіджу Кобейн сказав, що пісня була про «класичне відчуження, як мені здається», хоча він також зазначив, що йому доводилося змінювати свою інтерпретацію кожного разу, коли його запитували про її значення, заявляючи, що його тексти складалися зі «шматків поезії, зібраних докупи», і що його поезія «як правило, взагалі не належала до якоїсь конкретної теми».
«On a Plain» була записана в тональності Ре мажор, причому гітара Кобейна була налаштована на тон нижче. Пісня починається з шумового інтро фронтмена, де чути хлопок в долоні. Після короткої паузи починає звучати основний риф пісні — D5-G5-F5-E5-F5-E5-D5, зіграний двічі, потім йдуть пауер-акорди D5-C5-B5-A5, після чого знову звучить головний риф. Акордові прогресії відтворюються двічі в куплетах, за ними йдуть пауер-акорди D5-Csus2-Bbsus2 у приспівах. Після другого приспіву під час бриджу звучить прогрес F5-E5-A5-G5. Потім пісня переходить у третій куплет, за яким слідує фінальний приспів, що закінчується словами «Im on a plain/I can't complain», які повторюються кілька разів, поки всі інструменти та основний вокал поступово стихають, чутним залишається лише повторювана, безсловесна вокальна гармонія із приспіву.

## Відгуки
У своєму огляді альбому «Nevermind» Лорен Спенсер із журналу «Spin» послалася на «гарні гармонії» з «On a Plain», назвавши її однією з пісень «яку ти будеш наспівувати… частину свого життя, що залишилася».
У 2015 році журнал «Rolling Stone» поставив «On a Plain» на 26-е місце у своєму списку «102 найкращі пісні гурту Nirvana».
У 2017 році, з нагоди 50-річчя Курта Кобейна, компанія Phonographic Performance Limited випустила список 20 найпопулярніших пісень Nirvana на телебаченні та радіо Великої Британії, в якому «On a Plain» зайняла 10-е місце.

## Чарти
| Chart (1992)                        | Peak position |
| ----------------------------------- | ------------- |
| США (Alternative Songs) (Billboard) | 25            |

## Кавер-версії
| Рік  | Виконавець     | Альбом                                        |
| ---- | -------------- | --------------------------------------------- |
| 2001 | Agent Orange   | Smells Like Bleach: A Punk Tribute to Nirvana |
| 2011 | Little Roy     | Battle for Seattle                            |
| 2011 | Frank Turner   | Nevermind Forever (Kerrang!)                  |
| 2011 | The Album Leaf | Come as You Are: A 20th Anniversary Tribute   |